# 胶乳凝集试验
胶乳固定试验，又称为胶乳凝集试验（latex agglutination tests，LAT或者latex immunoagglutination assays，LIA），临床上用于许多重要微生物的鉴定和分型。这些测试利用患者的抗原-抗体免疫反应。当检测到病原体时，机体针对病原体表面存在的已识别抗原（蛋白质构型）形成特异性抗体时发生。
通过在胶乳塑料微珠上涂覆病原体特异性的抗原或抗体，可设计临床针对多种病原体的凝集试剂。测试时，实验室临床医生将患者的脑脊液、血清或尿液与带涂层胶乳颗粒的连续稀释液与生理盐水（对避免钩子效应很重要）混合，并观察凝集。任何珠子凝集都被認為是陽性結果，確認患者的身體已經產生了病原體特異性抗體（如果測試提供抗原）或樣本含有病原體的抗原（如果測試提供病原體抗體）。如產生交叉反应（抗体没有结合感兴趣的抗原，而是结合了另一种抗原）可能会导致误诊。

## 原理

### 定性
通過光散射測量監測抗原抗體反應自19世纪20年代以來就已為人所知。抗原（Ag）与抗体（Ab）形成免疫複合物再形成沉淀，需要反應多價抗原與二價（或多價複合）抗體的組合，聚集体足够大则可以通过光学检测分析。而如果抗原或抗体分子连接到合适的颗粒，例如聚合物颗粒（胶乳）可以增强检测灵敏度。

### 定量
抗原特异性抗体所包被的乳胶微粒在抗原存在时发生凝集，其凝集程度与抗原浓度成正比，通过对透射光或散射光的测量可进行定量分析，当乳胶增强用于散射比浊法（Nephelometry）或透射比浊法（Turbidimetry）时，灵敏度相比单纯的抗原抗体凝集，信号可增强两到三个数量级。另外也可通过准弹性光散射、角度不对称或粒子计数等进行定量。

## 抗体修饰胶乳的制备

### 抗体修饰
胶乳表面抗体的修饰可分为物理吸附与化学偶联。理想的抗体固定化有三個特點，分別是：
1. 抗體牢固地結合在基質上（例如共價連接），降低長期檢測和分析過程中脱落的可能；
2. 抗體以高度可控和位點特異性的方式固定，明確的方向可以避免假陰性並保證更低的檢測極限（LOD）；
3. 抗體偶聯後，最終的支撐物應完全惰性，以避免假陽性。[4]

四種主要抗體偶联取向包括：尾接（tail-on）、头接（head-on）、侧接（side-on）、平接（flat-on）。
小鼠 IgG抗体之间可变区的氨基酸序列差异很小，由于酸性和碱性氨基酸以及末端羧基和氨基的存在， 重链和轻链、正电荷和负电荷在抗体上分布不均，决定了整个抗体(Fab)2和Fc片段的等电点。(Fab)2片段的等电点通常最大，Fc片段的等电点最小，相差约1~2。(Fab)2片段中碱性氨基酸的数量远多于酸性氨基酸的数量，而Fc片段中两者则几乎相等。(Fab)2片段的净电荷绝对值大于Fc片段，即使在碱性环境下整个抗体的净电荷为负，(Fab)2片段仍带正电荷，影响抗体的吸附。因此，静电引力对带正电的(Fab)2片段和带负电的纳米球之间的相互作用起主导作用。碱性环境下，(Fab)2片段带正电，而Fc片段带负电，前者优先吸附到纳米球上。而且Fab末端伯氨基的去质子化比赖氨酸侧链的去质子化更加完全，并且这些伯氨基更容易与羧基缀合，易导致不理想的抗体偶联取向。酸性条件下，Fab末端的大部分氨基质子化，其交联优先级降低。另外由于Fc区净电荷较小，疏水性变强，更有可能通过疏水相互作用结合纳米球。由于較高的質子化削弱了氨基的反應性，隨著反應pH值的降低，抗體的交聯速率则随之降低，交联速度的降低也提供抗体在吸附后、形成共价键前提供了窗口时间，以充分调整其方向。

### 储存
胶乳储存体系中，甘氨酸和精氨酸分子作为添加剂，可能可以通过与蛋白质内部非极性部分直接相互作用，增加蛋白质的溶解度而不降低稳定性。另外，甘氨酸作为一种两性离子，能够通过其带负电和带正电的基团与蛋白质相互作用，并且由于其尺寸小，因此不会受到空间阻碍而与蛋白质的多个部分结合。单独使用甘氨酸添加剂对蛋白表现出两个稳定阶段：浓度低于 100 mM时是蛋白质特异性的，可能由于与极性或带电侧链以及蛋白质肽主链上的部分电荷产生多重直接相互作用所致；浓度高于100 mM则类似于高电荷密度阴离子，产生了蛋白和共溶质之间对水的竞争作用。
一般来说，对于pH值远离等电点（pI 值）的水溶液中的蛋白质，由于静电斥力，pH成为决定胶体稳定性的主要因素。温度对胶乳储存缓冲液的影响也值得注意，因为电离程度会随着温度的变化而变化，因此缓冲液的pH值会随着样品的冷却或加热而变化。在室温下测量的系统pH值可能不是在 2-8°C下储存时的准确pH值，特别是N基的缓冲液如HEPES等，会表现出这种随温度变化pH的行为。磷酸盐还可以提高蛋白在含NaCl溶液中的热稳定性，可能是通过磷酸盐离子直接与蛋白质结合而实现。对于IgG抗体而言，相比磷酸和柠檬酸，MES可以最有效降低蛋白聚集。磷酸盐和柠檬酸盐可能导致蛋白热变性不可逆，而与此相比，咪唑和Tris可显著增强热变性的可逆性，另外缓冲盐浓度降低也有助于提高蛋白热变性的可逆性。
如果胶乳表面抗体之间的空间足够大，抗体将在老化过程中继续演化为“平接（flat-on）”朝向。

## 应用
凝集技术用于检测针对多种病毒和细菌产生的抗体，以及自身免疫性疾病中针对产生的自身抗体。例如，可以检测风疹病毒、轮状病毒和类风湿因子，并且可以进行出色的隐球菌LA 检测。 凝集技术也用于A型链球菌感染的明确诊断。

## 影响因素

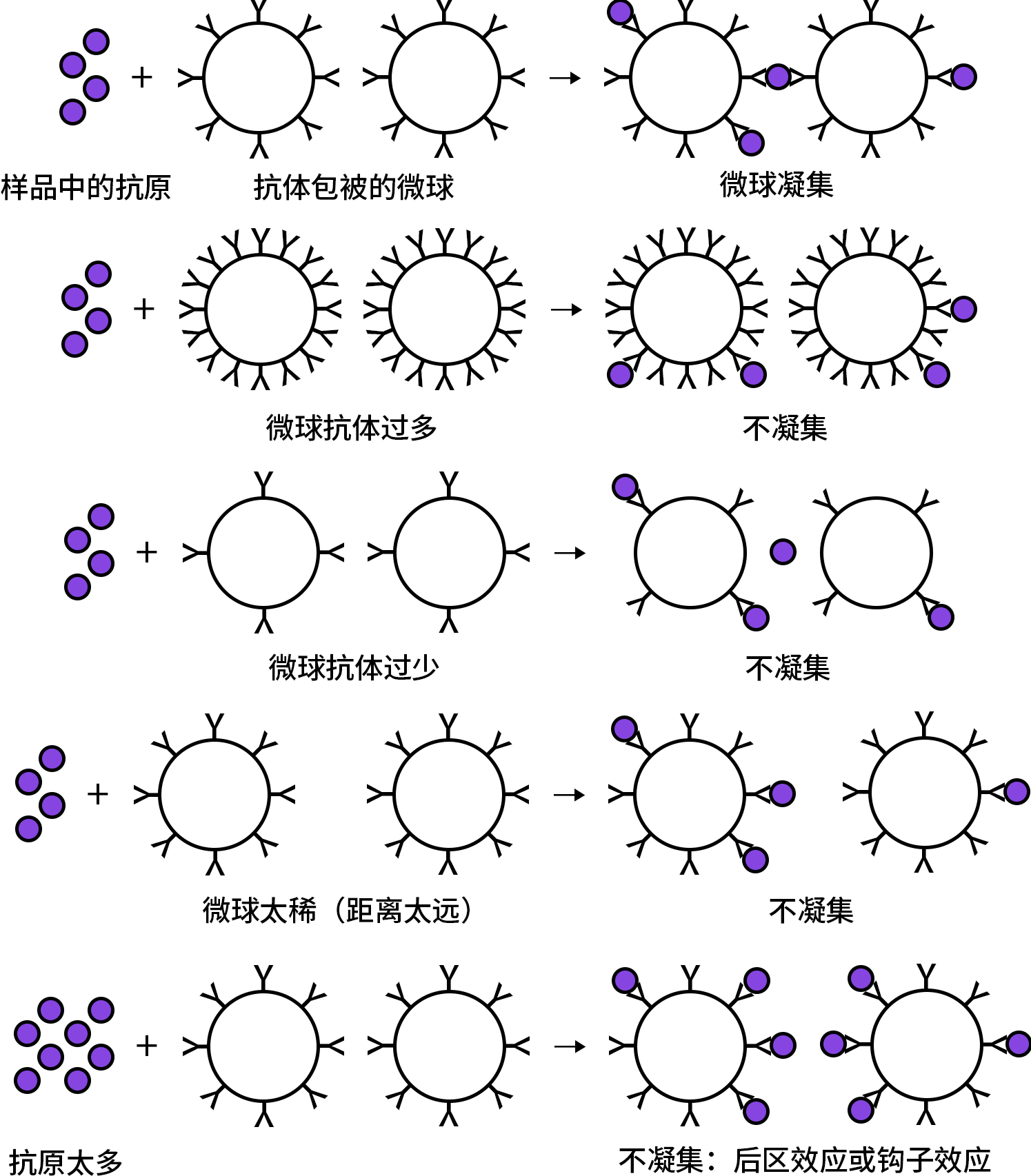
胶乳凝集试验的抗原抗体、胶乳相关的影响因素

胶乳凝集实验的可信度和灵敏度取决于许多因素，包括： 聚合物胶乳尺寸、表面电荷、亲疏水性、可能与蛋白反应的官能团； 吸附条件，决定抗原抗体附着量和方式；凝集条件（pH、离子强度、溶解离子性质、温度、脱水剂等）；用于测定的光学技术等。在这之中，最重要的参数可能与胶乳稳定性有关，这是这种分析系统的基石。抗体包被胶乳在没有抗原的情况下必须完全稳定，聚集过程只能由特定抗原触发，而不应由反应介质的物理化学条件（主要是 pH 和离子强度）触发。 否则会出现假阳性，导致误诊。
蛋白质-乳胶系统主要是疏水性的，因此它们的稳定性可用Derjaguin、Landau、Verwey和Overbeek开发的称为DLVO理论的胶体稳定性理论模型来描述。该方法考虑两个球形粒子之间的总相互作用势 (VT)，该相互作用势取决于两项：第一项是由静电力产生的排斥势（VE），排斥相互作用主要取决于各个双层的动电势； 第二个是吸引力产生的势（VA），与伦敦-范德华分散力（London–van der Waals' dispersion forces）有关。

### 胶乳表面性质
聚合物微球通常用作各种免疫测定和测试的基础。 这些颗粒的大表面积/体积比使其适合进行抗体吸附。其表面的电荷密度、官能团类型和疏水特性（以及介质pH值和离子强度）特征是控制吸附蛋白质的数量和方向以及蛋白质稳定性的最重要参数。由于粒子聚集通过光学检测，随着样品光学特性变化，胶乳颗粒尺寸对于免疫凝集过程中这些特性变化的速度至关重要。一方面，尺寸成为粒子合成过程中需要控制的重要参数；另一方面，颗粒的一些表面特性也很重要，因为它们影响胶体体系的最终稳定性和抗体吸附模式（主要是固定化抗体的吸附量和方向）。这些特性是表面电荷密度、亲水/疏水特性以及表面化学基团的性质及其共价偶联蛋白质分子的能力。

## 相关
- Visceral leishmaniasis § Diagnosis